# Chlabowo
Chlabowo (bułg. Хлябово) – wieś w południowej Bułgarii, w obwodzie Chaskowo, w gminie Topołowgrad.
Wokół miejscowości znajdują się dobrze zachowane dolmeny, po których oprowadza specjalnie wyznaczony szlak turystyczny.